# Doberdò del Lago
Doberdò del Lago (szlovénül: Doberdob, magyarul: Doberdó, friuli nyelven: Doberdob) település Olaszországban, Friuli-Venezia Giulia régióban, Gorizia megyében. Lakosainak száma 1340 fő (2023. január 1.). Doberdò del Lago Duino-Aurisina, Fogliano Redipuglia, Monfalcone, Ronchi dei Legionari, Savogna d'Isonzo, Sagrado, Komen és Miren-Kostanjevica községekkel határos.
A várost környező Doberdó-fennsíkon (Karszt-hegység) húzódott az első világháború olasz frontjának legdélibb szakasza. 1916 augusztusában a hatodik isonzói csata keretében itt vívták a véres doberdói csatát, ahol az osztrák–magyar haderő alapvetően magyar és szlovén nemzetiségű egységei harcoltak az olasz támadással szemben. (Lásd még: doberdói szederfa)

## Népesség
A település lakossága az elmúlt években az alábbi módon változott:
| Lakosok száma | 1384 | 1385 | 1340 |
|               | 2017 | 2018 | 2023 |